# Herpetogramma verminalis
Herpetogramma verminalis là một loài bướm đêm trong họ Crambidae.